# 그래엄 릭스
그래엄 사이릴 릭스(영어: Graham Cyril Rix, 1957년 10월 23일, 사우스 요크셔 주 동커스터 ~)는 잉글랜드의 전직 프로 축구 선수로, 은퇴 후 감독을 비롯해 지도자로 활동했다. 그는 전 페어럼 타운 감독이다.
릭스는 현역 시절 아스널에서 13년을 활약했고, 그 외에도 브렌트퍼드(임대), 캉, 르 아브르, 던디, 그리고 첼시에서도 활약했다. 그는 1980년부터 1984년까지 잉글랜드 국가대표팀 경기에 출전하기도 했다. 이후, 릭스는 첼시(대행 감독으로서), 포츠머스, 옥스퍼드 유나이티드, 하트 오브 미들로디언, 센트럴, 그리고 포체스터를 지도했다.
1999년, 릭스는 15세 소녀와 성관계를 맺은 것으로 유죄 선고를 받고 12개월 구속되었는데, 6개월만에 조기 출소했다. 2018년, 몇몇 십대 첼시 선수들은 그를 인종차별 및 폭행 행위로 고발했다. 2022년, 구단은 그에 불만을 제기한 8명에게 금전적으로 합의를 보며 매듭지었다.

## 클럽 경력

### 아스널
릭스는 사우스 요크셔 주 동커스터 출신이지만, 1974년에 견습생 신분으로 아스널에 입단하여 이듬해 프로 선수가 되었다. 그는 1977년 4월 2일, 레스터 시티를 상대로 첫 경기를 치렀고, 같은 경기에서 1호골을 기록했다. 릭스는 얼마 지나지 않아 조지 암스트롱을 제치고 주전 좌측 미드필더로 거듭났다. 리암 브래디와 함께, 그는 2선에서 발을 맞추며 1978년부터 1980년까지 3년 연속 FA컵 결승에 오르는데 힘을 보탰다. 이 중 아스널은 1979년만 우승했는데, 맨체스터 유나이티드를 3-2로 이겼고, 릭스는 맨체스터 유나이티드가 2-2 동점골을 넣은 지 1분 만에 앨런 선덜랜드의 막판 결승골을 도왔다.
아스널은 FA컵을 우승한 이듬해에 유러피언 컵위너스컵 결승전에 진출해 발렌시아를 상대했다. 경기는 연장전 끝에 0-0으로 끝났고, 승부차기에서 릭스가 주자로 나서서 실축하면서 아스널이 패했다. 그 해 여름 리암 브래디가 유벤투스로 떠나면서 그도 이적할 것으로 점쳐졌지만, 잔류했고, 1983년에 주장 완장을 받았다. 아스널의 전력은 1980년대 초에 들어 하락했고, 릭스도 주장 신분으로 단 1번의 우승도 거두지 못했다. 아스널이 1986-87 시즌에 리그컵을 우승했지만, 리버풀과의 결승전에서 한 일이 없었고, 결승에 오르기 전까지 3경기를 출전한 것이 전부였다.
여러 차례 아킬레스건을 다친 릭스는 1980년대 중반에 선수단에서 자주 제외되었고, 결국 마틴 헤이스에게 주전 지위를 내주었다. 릭스는 브렌트퍼드에 잠시 임대를 갔다가 1988년에 방출되었다. 그는 포병 군단 소속으로 464번의 경기에 출전해 51골을 기록했다.

### 아스널 이후
런던 구단을 떠난 릭스는 퀸스 파크 레인저스는 물론 셰필드 웬즈데이로부터 제의를 받았지만, 프랑스의 캉과 계약해 3년을 보내고 르 아브르를 거쳐 스코틀랜드의 던디로 둥지를 옮겼다가 1993년에 현역에서 은퇴했다.

## 국가대표팀 경력
릭스는 1980년부터 1984년까지 잉글랜드 국가대표팀에서 활약했는데, 1982년 월드컵에서도 5경기 출전했다. 그는 총 17번의 경기에 출전했지만, 득점한 적은 없었다. 그의 첫 국가대표팀 경기는 4-0으로 이긴 노르웨이와의 1980년 9월 10일 경기였고, 마지막 경기는 1-0으로 이긴 북아일랜드와의 1984년 4월 4일 경기였다.

## 감독 경력

### 첼시
1993년 중반, 릭스는 첼시의 유소년부 지도자로 입단했다. 부상 대란이 발생했을 때, 그는 잠시 구단 선수로 등록해 1995년 5월에 그의 친정 구단 아스널과의 프리미어리그 경기에 1경기 출전했다. 릭스는 1996년에 뤼트 휠리트 신임 감독 체제에서 수석 코치를 역임했고, 휠리트의 후임인 잔루카 비알리 감독의 체제에서도 자리를 보전했으며, 그 기간 동안 1997년에 FA컵을, 1998년에 풋볼 리그컵과 컵위너스컵을 우승했다. 2000년에는 또다시 FA컵 정상에 오르고 켄 베이츠 감독이 비알리 감독을 경질한 후 잠시 동안 사령탑을 대행하다가 구단을 떠났다.

### 포츠머스와 옥스퍼드
릭스는 2001년부터 2002년까지 포츠머스 감독직을 수행했는데, 열정적인 지도 방식으로 연착륙했지만, 2001-02 시즌 중간에 상승세가 끊겼다. 풋볼 리그 최하위인 레이턴 오리엔트와의 FA컵 안방 경기를 1-4로 패하는 등 부진의 수령에 빠지면서, 해리 레드냅 단장이 시즌 말 무렵에 릭스를 대신해 감독직을 대행했다. 릭스는 이후 2004년에 7개월 동안 옥스퍼드 유나이티드를 지도했다. 선수단의 기량은 2003-04 시즌 막판 3개월 동안 하락했다. 한때 승격 직행 순위였던 옥스퍼드 유나이티드는 시즌을 9위로 마치며 플레이오프전 진출권도 손에 넣지 못했다. 그는 2004-05 시즌에도 부진한 행보가 계속되자 해임되었는데, 당시 구단은 플레이오프전은커녕 강등권과 가까웠다.

### 하트 오브 미들로디언
2005년 11월, 스코티시 프리미어십의 하트 오브 미들로디언과 연락되었다는 소문이 파다한 가운데, 릭스가 타인캐슬 연고 구단의 감독을 맡을 것으로 발표되었다. 그는 2005년 11월 8일에 정식으로 감독이 되었다. 2006년 2월에 스코틀랜드 신문에 밝혀진 바에 따르면 릭스가 블라디미르 로마노프의 "개입"하는 방식에 불만이 있으며, 로마노프가 선수단 선정에 개입되었다는 의혹이 제기되었다. 2006년 3월 22일, 릭스는 취임 4개월 만에 해임되었고, 구단은 성적 부진을 이유로 해임했다고 발표했다.

### 센트럴
2012년 8월 13일, 릭스는 센트럴의 감독으로 취임해 전 트리니다드 토바고 국가대표 선수였던 브렌트 산초의 TT 프로 리그 신생 구단을 지도하게 되었다. 2012년 10월 19일, 릭스는 폴리스와의 경기에서 1-0으로 이기며 센트럴 감독으로서 첫 승을 거두었다. 2012년 12월 21일, 릭스와 센트럴은 상호 계약 해지로 결별했다.

### 포체스터와 페어햄 타운
2013년 2월, 그는 포체스터의 감독으로 취임했다. 그는 2017년 8월에 구단을 떠났다.
2022년 8월, 릭스는 웨식스 풋볼 리그의 페어햄 타운 감독이 되었다.

## 사건 및 사고

### 미성년 성관계 판결
1999년 3월, 릭스는 15세 소녀와 성관계를 맞은 것으로 유죄 판결을 받아 12개월 동안 교도소에서 복역할 예정이었으나 6개월만에 석방되었다. 그는 10년 동안 성범죄자 목록에 이름을 올렸고, 잉글랜드 축구 협회는 16세 미만 유소년 선수들의 지도자 활동을 못하도록 막았다. 2013년, 그는 "인디펜던트"지와의 회견에서 그는 성관계 상대가 교제가 가능한 연령이었던 것으로 생각했다고 말했다. 석방일 당일, 그는 원 소속으로 복귀했다. 그는 이후 "중재 노력"이 있었고, "저는 말하지 못할 사실을 알고 있습니다"라고 말했다.

### 인종차별 및 폭력 고발
2018년, 릭스는 그윈 윌리엄스 수석 코치와 함께 몇몇 첼시 미성년 선수들로부터 인종차별 과 폭력으로 고발당했다. 증언한 바에 따르면 릭스가 한 선수에게 뜨거운 커피를 고의로 쏟은 것으로 알려져 있다. 고발 당사자는 증언을 부인했다. 7개월에 걸친 수사 끝에, 경찰은 행위에 대한 증거가 불충분한 것으로 종결지었다. 2022년 2월, 첼시는 구단에 소송한 몇몇 전 선수들에게 금전적 합의를 보기로 했다.

## 사생활
릭스는 첫 배우자 질과 슬하에 딸 1명을 두고 있다. 이혼 후, 그는 2번째 배우자 린다를 맞이했다. 2017년 4월, 릭스는 심근 경색을 앓은 것으로 보도되었다.

## 수상

### 선수
아스널
- FA컵: 1978–79[26]

### 감독
포체스터
- 러셀 코츠 컵: 2014
- 시더넘스 웨식스 리그컵: 2015